# Digitonthophagus gazella
Digitonthophagus gazella là một loài bọ cánh cứng trong họ Bọ hung (Scarabaeidae).